# Расследования Лавкрафта
Расследования Лавкрафта (англ. The Lovecraft Investigations) — британский мистический триллер/хоррор художественный подкаст, написанный и срежиссированный Джулианом Симпсоном и основанный на ряде произведений Говарда Филлипса Лавкрафта. Вышел в эфир 2 января 2019 г. на BBC Radio 4, содержит четыре сезона.

## Структура
Подкаст является модернизацией оригинальных произведений Лавкрафта по схеме сюжет в сюжете, где расследующие, связанные с оккультизмом и теориями заговора дела, ведущие тру-крайм подкаста Машина тайн Мэтт Хивуд и Кеннеди Фишер натыкаются на дело, скрывающее гораздо большую тайну. Роли Хивуда и Фишер исполнили Барнаби Кей и Яна Карпентер, Никола Уокер выступила в роли помогающей следователям специалиста по мифам и оккультизму Элеоноры Пек.
Каждый сезон подкаста назван в честь конкретного произведения, которому и посвящена большая часть сезона: Случай Чарльза Декстера Варда, Шепчущий во тьме, Тень над Иннсмутом и Обитающий во мраке. Действие подкаста также происходит в аудиодраме, основанной на творчества Лавкрафта Pleasant Green Universe Джулиана Симпсона (эпизод Кто такой «Олдрич Кемп?» аудиодрамы BBC Radio 4 В центре внимания 2022 года, в 4-м сезоне есть связь с радиодрамой Плохие воспоминания).
Сериал был написан Джулианом Симпсоном и связан с его аудиодрамами «Приятная зелёная вселенная» (основана на творчестве Лавкрафта) и Мифы Карен Роуз продюсировала все три первых сериала со звуковым дизайном Дэвида Томаса и музыкой Тима Элсенбурга.
Разрабатывая драмы, Симпсон стремился модернизировать истории Лавкрафта, одновременно связывая их с различными фольклорными и реальными неразгаданными тайнами.

## Синопсис
В первом сезоне Хивуд и Фишер расследуют необъяснимое исчезновение из закрытой комнаты молодого пациента психиатрической больницы в Род-Айленде Чарльза Декстера Уорда.
Во втором сезоне со следователями связывается бывший знакомый, помогавшей в деле Уорда Элеоноры Пек, пенсионер из Суффолка Генри Экли. Тот связался с Пек и заявил, что готов поделиться важными вещами, но по прибытии к нему в дом его нигде нет, оставленные им подсказки и записи вызывают недоумение.
В третьем сезоне «Тень над Иннсмутом» дуэт начинает изучать семью Фишер, которая может быть связана с раскрытыми ранее заговорами. Для этого Хивуд отправляется в Ирак, а Фишер — в Иннсмут, Новая Англия.
В четвёртом сезоне разыскивающая Хивуда в течение трех лет Фишер получает возможность продолжить расследование.

## В ролях
| Актёр                                                 | Роль                                                           |
| ----------------------------------------------------- | -------------------------------------------------------------- |
| Джана Карпентер                                       | Кеннеди Фишер                                                  |
| Барнаби Кей                                           | Мэтью Хивуд                                                    |
| Никола Уокер                                          | Элеонора Пек                                                   |
| Сэмюэл Барнетт                                        | Чарльз Декстер Вард                                            |
| Марк Бэзли                                            | Доктор Джонатан Уиллетт (1-3 сезон) Альберт Уилмар (2-3 сезон) |
| Дэвид Колдер                                          | Генри Экли                                                     |
| Карла Кром                                            | Мелоди Картрайт                                                |
| Саманта Дакин (1-й сезон) Дженнифер Армор (3-й сезон) | Алиса                                                          |
| Фиби Фокс                                             | Люси Хоторн (1-й сезон), Паркер (2 и 3 сезон)                  |
| Адам Годли                                            | Джордж Шепли/«Доктор Аллан»                                    |
| Ребекка Стейтон                                       | Эйприл Марстон                                                 |
| Уоллес Хамонд                                         | Задок Аллен                                                    |
| Кейт Иситт                                            | Кэролайн Морс                                                  |
| Сьюзан Джеймсон                                       | Амелия Феннер                                                  |
| Фердинанд Кингсли                                     | Слайд                                                          |
| Стивен Макинтош                                       | Джаспер                                                        |
| Кайл Соллер                                           | Кейси                                                          |
| Руфус Райт                                            | Уилберфорс Эштон-Хит                                           |
| Бен Кроу                                              | Маркус Байрон                                                  |
| Кэтрин Кантер                                         | Виктория Несс                                                  |

## Эпизоды
| Название                      | Эпизоды | Бонусные эпизоды | Дата выхода  |
| ----------------------------- | ------- | ---------------- | ------------ |
| Случай Чарльза Декстера Варда | 10      | —                | январь 2019  |
| Шепчущий во тьме              | 9       | 2                | ноябрь 2019  |
| Тень над Иннсмутом            | 8       | 3                | ноябрь 2020  |
| Обитающий во мраке            | 10      | —                | октябрь 2023 |

## Приём
Подкаст получил в основном положительный приём.
The Verge назвал первые эпизоды «как смесь Serial с Настоящим детективом», The Spectator похвалил звуковые эффекты. The Guardian считало, что подкаст поднял планку британской аудиодрамы просто потому, что стал звучать как реальная жизнь.
В 2019 году Случай Чарльза Декстера Варда получил серебряную награду в категории Лучший художественный подкаст British Podcast Awards.
В 2020 году трилогия была среди 10 самых прослушиваемых подкастов BBC Sounds.